# Serhat Balcı
Serhat Balcı (* 15. März 1982 in Istanbul) ist ein türkischer Ringer, Olympiateilnehmer und mehrfacher Medaillengewinner bei Europameisterschaften im freien Stil.

## Werdegang
Serhat Balcı begann als Jugendlicher 1994 mit dem Ringen. Er konzentrierte sich dabei ganz auf den freien Stil. Er ist Angehöriger des Sportclubs Amasya Sekerspor und wird von Cahit Ahiskalioglu und Enis Çakıroğlu trainiert. Der 1,78 Meter große Athlet ist Sportlehrer.
Die internationale Laufbahn von Serhat Balcı begann bereits im Alter von 16 Jahren, als er in Manchester Junioren-Weltmeister der Altersgruppe „Cadets“, d. i. bis zum 16. Lebensjahr, wurde. Im Jahr darauf kam er in der gleichen Altersgruppe bei der Weltmeisterschaft in Łódź auf den 3. Platz. In der nächsten Altersgruppe der Junioren belegte er bei der Junioren-Europameisterschaft 2000 in Nantes nur den 7. Platz. Zum Abschluss seiner Juniorenzeit wurde er im Jahre 2002 in Tirana noch einmal Junioren-Europameister im Mittelgewicht.
Er rang als Junior bereits in den Gewichtsklassen bis 83 kg bzw. 85 kg Körpergewicht. Dieses Gewichtslimit hielt er bis 2008. Erst 2009 wechselte er in die nächsthöhere Gewichtsklasse, das Halbschwergewicht, das sein Gewichtslimit bei 96 kg Körpergewicht hat.
Bei den Senioren startete Serhat Balcı erstmals 2002 bei einer internationalen Meisterschaft. Er kam bei der Europameisterschaft in Baku im Mittelgewicht auf den 7. Platz. Er wurde in diesem Jahr bei der Weltmeisterschaft in Teheran eingesetzt, erreichte dort aber nach einem Sieg über Alexei Mastepanow aus Belarus und einer Niederlage gegen den Bulgaren Arkadij Zopa nur den 16. Platz.
Bei der Europameisterschaft 2009 in Riga musste er sich mit dem 9. Platz im Mittelgewicht zufriedengeben. Für die Olympischen Spiele 2004 in Athen konnte er sich nicht qualifizieren.
Seine erste Medaille bei einer internationalen Meisterschaft gewann er bei der Europameisterschaft 2005 in Warna. Er siegte über Thomas Bucheli aus der Schweiz, Naurus Temresow aus Russland und David Bichinashvili aus Deutschland, den er mit 6:3 techn. Punkten besiegen konnte. Im Finale unterlag er dem Ukrainer Taras Danko nach Punkten. Bei der Weltmeisterschaft dieses Jahres in Budapest gewann er gegen Abdul Amajew aus Usbekistan, schied aber nach einer Niederlage gegen Taras Danko aus und kam auf den 15. Platz.
2006 wurde er bei der Weltmeisterschaft in Guangzhou eingesetzt. Er besiegte dort den Ex-Weltmeister Árpád Ritter aus Ungarn und Magomed Kuruglijew aus Kasachstan, musste sich aber Taras Danko geschlagen geben, dem ein knapper 2:0-Punktsieg gelang. Er kam damit auf den 11. Rang. Bei der Militär-Weltmeisterschaft 2006 in Baku erreichte er hinter Georgi Ketojew aus Russland den 2. Platz.
Im Jahre 2007 gewann er bei der Europameisterschaft in Sofia im Mittelgewicht mit Siegen über Miroslaw Gotschew aus Bulgarien, Marc Buschle aus Deutschland und Leri Ketischwili aus Georgien, den Bruder von Georgi Ketojew, die Bronzemedaille. Den Einzug in das Finale verwehrte ihm Taras Danko. Bei der Weltmeisterschaft 2007 in Baku gelangen Serhat Balcı drei Siege. Er verlor aber gegen Jussuf Abdussalomow aus Tadschikistan und im Kampf um den 3. Platz gegen Zaurbek Sochiew aus Usbekistan und kam damit auf den 5. Platz.
2008 blieb Serhat Balcı sowohl bei der Europameisterschaft in Tampere als auch bei den Olympischen Spielen in Peking ohne Medaille. In Tampere verlor er seinen zweiten Kampf gegen den für Aserbaidschan startenden Russen Naurus Temresow und kam auf den 8. Platz und in Peking verlor er nach zwei Siegen gegen Jussuf Abdussalomow im Kampf um die Bronzemedaille gegen Taras Danko, womit er auf dem 5. Platz landete.
Bei der Europameisterschaft 2009 in Vilnius startete er erstmals im Halbschwergewicht, um dem ständigen Abtrainieren zu entgehen. Er verlor zwar im Halbfinale gegen Chetag Gasjumow aus Aserbaidschan, siegte aber im Kampf um die EM-Bronzemedaille über Nicolai Cerban aus der Republik Moldau. Bei der Weltmeisterschaft 2009 in Herning/Dänemark scheiterte Serhat Balci im Halbfinale wiederum an Chetag Gasjumow. Es gelang ihm aber sich mit Siegen über Nicolai Cerban und Ruslan Schejchau aus Belarus noch die WM-Bronzemedaille zu erkämpfen.

## Internationale Erfolge
| Jahr | Platz | Veranstaltung                      | Gewichtsklasse | |
| 1998 | 1.    | Junioren-WM (Cadets) in Manchester | bis 83 kg KG   | vor Ibragim Magomedow, Russland, und Michail Bagauri, Georgien |
| 1999 | 3.    | Junioren-WM (Cadets) in Łódź       | bis 85 kg KG   | hinter Murschan Katajew, Kasachstan, und Chisri Tschupanow, Aserbaidschan                                                                                                  |
| 2000 | 5.    | Junioren-EM (Juniors) in Sofia     | Mittel         | hinter Saschid Saschidow, Russland, Arkadij Zopa, Bulgarien, Maxim Kerschkowski, Belarus, und Mateusz Gucman, Polen                                                        |
| 2000 | 7.    | Junioren-WM (Juniors) in Nantes    | Mittel         | Sieger: Saschid Saschidow vor Shahib Ghorbani, Iran, und Taras Danko, Ukraine                                                                                              |
| 2000 | 5.    | Universitäten-WM in Tokio          | Mittel         | hinter Cael Sanderson, USA, Majid Khodaee, Iran, Alexei Kasiew, Russland, und Tamasz Kiss, Ungarn                                                                          |
| 2002 | 1.    | „Yasar-Dogu“-Memorial in Ankara    | Mittel         | vor Nuri Zengin und Osman Ozgün, beide Türkei |
| 2002 | 7.    | EM in Baku                         | Mittel         | Sieger: Saschid Saschidow vor Beibulat Musajew, Belarus, und Rewas Mindoraschwili, Georgien                                                                                |
| 2002 | 1.    | Junioren-EM in Tirana              | Mittel         | vor Taimuraz Kotschiew, Russland, Tero Pekkiö, Finnland, und Gergely Kiss, Ungarn                                                                                          |
| 2002 | 16.   | WM in Teheran                      | Mittel         | mit einem Sieg über Alexei Mastepanow, Belarus, und einer Niederlage gegen Arkadij Zopa                                                                                    |
| 2003 | 9.    | EM in Riga                         | Mittel         | Sieger: Rewas Mindoraschwili vor Mohamed Agajew, Armenien und Wadim Lalijew, Russland                                                                                      |
| 2005 | 1.    | „Yasar-Dogu“-Memorial in Ankara    | Mittel         | vor Jussuf Abdussalomow, Tadschikistan, M. Mohammadi, Iran, und Fahretin Ozata, Türkei                                                                                     |
| 2005 | 2.    | EM in Warna                        | Mittel         | mit Siegen über Thomas Bucheli, Schweiz, Naurus Temresow, Russland und David Bichinashvili, Deutschland, und einer Niederlage gegen Taras Danko                            |
| 2005 | 1.    | Mittelmeer-Spiele in Almería       | Mittel         | vor Lazaros Loizidis, Griechenland, und Anthony Fasugba, Italien |
| 2005 | 15.   | WM in Budapest                     | Mittel         | mit einem Sieg über Abdul Amajew, Usbekistan, und einer Niederlage gegen Taras Danko                                                                                       |
| 2005 | 3.    | CISM-Militär-WM in Vilnius         | Mittel         | hinter David Bichinashvili und Magomed Kuruglijew, Kasachstan |
| 2006 | 11.   | WM in Guangzhou/China              | Mittel         | mit Siegen über Árpád Ritter, Ungarn, und Magomed Kuruglijew sowie einer Niederlage gegen Taras Danko                                                                      |
| 2006 | 2.    | CISM-Militär-WM in Baku            | Mittel         | hinter Georgi Ketojew, Russland, vor Soslan Gatschiew, Belarus, und Marc Buschle, Deutschland                                                                              |
| 2007 | 1.    | „Yasar-Dogu“-Memorial in Ankara    | Mittel         | vor David Bichinashvili, Fatih Koyuncu und Abdullah Güngör, beide Türkei                                                                                                   |
| 2007 | 3.    | EM in Sofia                        | Mittel         | mit Siegen über Miroslaw Gotschew, Bulgarien, und Marc Buschle, einer Niederlage gegen Taras Danko und einem Sieg über Leri Ketischwili, Georgien                          |
| 2007 | 5.    | WM in Baku                         | Mittel         | mit Siegen über Sergei Kolesnikow, Israel, Miroslaw Gotschew und Gennadi Lalijew, Kasachstan, und Niederlagen gegen Jussuf Abdussalomow und Zaurbek Sochiew, Usbekistan    |
| 2008 | 2.    | „Yasar-Dogu“-Memorial in Ankara    | Mittel         | hinter Hamed Tatari, Iran, vor Naurus Temresow, Aserbaidschan, und Ali Imamoglu, Türkei                                                                                    |
| 2008 | 8.    | EM in Tampere                      | Mittel         | mit einem Sieg über Daniel Kennedy, Irland, und einer Niederlage gegen Naurus Temresow                                                                                     |
| 2008 | 2.    | Großer Preis von Spanien in Madrid | Mittel         | hinter Anzor Boltukajew, Russland, vor Aloazar Eslami, Iran, und Gergely Kiss                                                                                              |
| 2008 | 5.    | OS in Peking                       | Mittel         | mit Siegen über Travis Cross, USA, und Reineri Sala, Kuba, sowie Niederlagen gegen Jussuf Abdussalomow und Taras Danko                                                     |
| 2009 | 3.    | EM in Vilnius                      | Halbschwer     | mit einem Sieg über Andreas Pieri, Zypern, einer Niederlage gegen Chetag Gasjumow, Aserbaidschan u. Siegen über Dániel Ligeti, Ungarn, und Nicolai Cerban, Republik Moldau |
| 2009 | 3.    | WM in Herning/Dänemark             | Halbschwer     | mit Siegen über Radoslaw Baran, Polen u. Mohammad Suhail, Irak, einer Niederlage gegen Chetag Gasjumow und Siegen über Nicolai Cerban und Ruslan Schejchau, Belarus        |
| 2009 | 1.    | Henri-Deglane-Challenge in Nizza   | Halbschwer     | vor Muslin Saypoulajew, Frankreich, Josef Jaloviar, Slowakei, und Andrea Massida, Frankreich                                                                               |
| 2010 | 2.    | „Yasar-Dogu“-Memorial in Istanbul  | Halbschwer     | hinter Chetag Gasjumow, vor David Kurschwili, Georgien, und Salih Erinc, Türkei                                                                                            |

Anmerkung: alle Wettbewerbe im freien Stil, OS = Olympische Spiele, WM = Weltmeisterschaft, EM = Europameisterschaft, Mittelgewicht, bis 2001 bis 85 kg, ab 2002 bis 84 kg Körpergewicht, Halbschwergewicht bis 96 kg Körpergewicht